# NHL 2K2
NHL 2K2 est un jeu vidéo de hockey sur glace développé par Treyarch et édité par Sega. Le jeu sort en 2002 sur Dreamcast.

## Accueil
- Jeuxvideo.com : 9,2/10[1]